# Long Island (Marlborough)

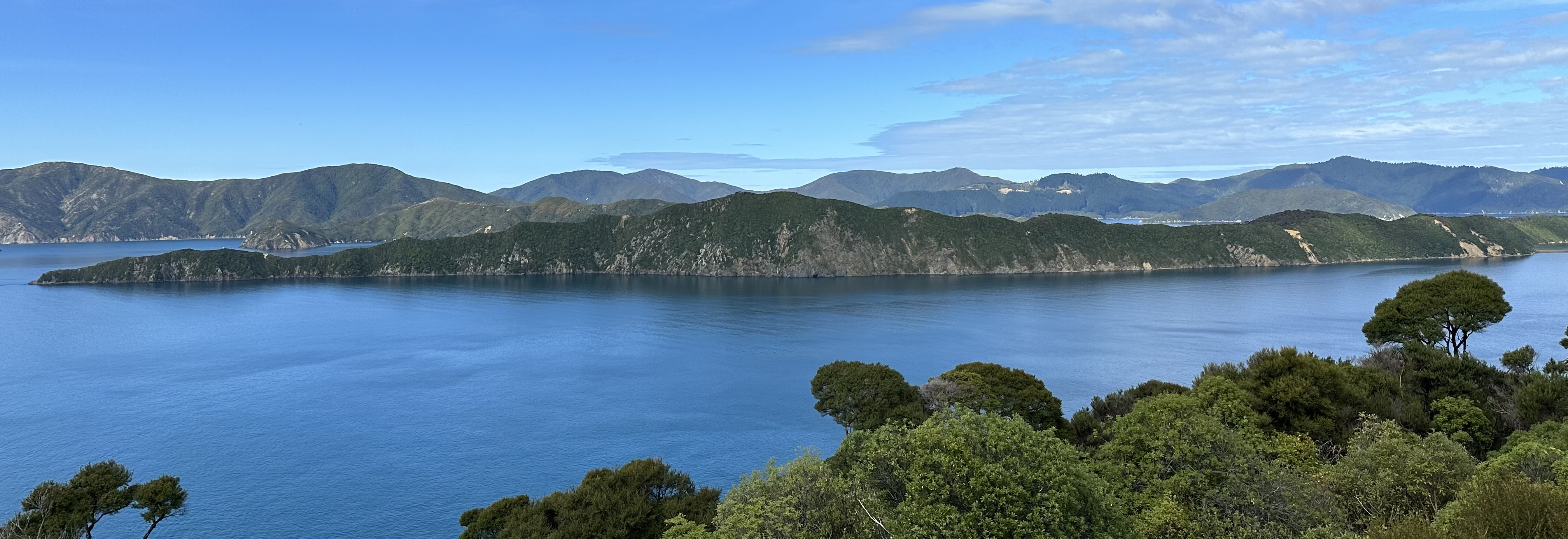
Blick auf Long Island von Motuara (2023)

Long Island ist eine Insel im Queen Charlotte Sound, einem der Marlborough Sounds in Neuseeland. Sie ist bei einer Länge von 4 km nur 1,41 km² groß. Die von Nordosten nach Südwesten ausgerichtete Insel hat eine maximale Breite von 1 km, daher auch die Namensgebung. Nördlich befindet sich die etwa halb so große Insel Motuara Island, südwestlich ein Ausläufer von Arapawa Island.
Die Insel wurde für öffentliche Zwecke reserviert. Kurz darauf begann man mit 300–400 Schafen auf der Insel Schafzucht zu betreiben. Diese endete am 14. Januar 1926, als die Insel zur Scenic Reserve erklärt wurde. Nachdem man in den 1930er Jahren den Rest des Viehs von der Insel gebracht hatte, konnte sie sich regenerieren und wurde von Busch bewachsen. Im April 1993 wurde das Meeresschutzgebiet Long Island-Kokomohua um Long Island und die winzigen Kokomohua-Inseln vor ihrer Nordspitze geschaffen. Dieses dehnt sich 460 m von der Hochwassermarke gemessen um die Inseln aus und war das erste Meeresschutzgebiet der Südinsel.
Die Insel selbst ist ebenfalls ein Naturschutzgebiet, in dem mehrere bedrohte endemische Vogelarten wieder angesiedelt wurden, so Zwergkiwi (späte 1980er), Springsittich (2001) und Tieke (2005). Diese Arten konnten auf der Insel gesunde Brutpopulationen aufbauen.
Die Insel kann nur mit dem Boot erreicht werden und besitzt keine Übernachtungsmöglichkeiten.